# کاچا چهارده
کاچا چهارده، روستایی است در جنوب غربی چهارده و از توابع بخش مرکزی شهرستان آستانه اشرفیه در استان گیلان ایران و با شهر لولمان هم مرز است.
این روستا مزین به مسجد و بارگاه مطهر امامزاده آقا سید ناصرالدین علوی از نوادگان امام حسن مجتبی (ع) است و بزرگترین زیارتگاه چهارده است و در پایین محله کاچا قرار دارد و همیشه مورد توجه مردم بوده و هست و محل تجمع عزاداران حسینی در روز عاشورا می باشد. این روستا شامل سادات بسیاری است.
عده زیادی از علماء و بعضی از بزرگان و سادات از جمله خانواده های میرحسینی که جدشان به امام سجاد زین العابدین (ع) و مداح اهل بیت آقا سید حسین هاشمی نسب چهارده که طبق شجره نامه آن ها جدشان به امام موسی کاظم (ع) می رسد و مردم چهارده خصوصا شهید بزرگوار حسین شوقی و یک شهید دیگر در جوار زیارتگاه این امامزاده مدفون هستند.

## جمعیت
این روستا در دهستان چهارده قرار دارد و براساس سرشماری مرکز آمار ایران در سال ۱۳۸۵، جمعیت آن ۹۶۴ نفر (۳۲۹خانوار) بوده‌است.